# Scala Fujita internazionale
Nell'agosto 2023 la European Severe Storms Laboratory (ESSL) ha introdotto la versione ufficiale della "Scala Fujita Internazionale" (IF).

## Descrizione
Si è reso necessario sviluppare una scala di classificazione meglio rispondente alle caratteristiche strutturali di edifici presenti anche in altre parti del mondo come in Europa, dove alcuni indicatori di danno (DI) non erano nemmeno presenti, come ad esempio i danni ai veicoli. Si utilizzano gli stessi concetti della scala EF per il grado di danno (DoD), abbiamo il perfezionamento nelle stime dei venti conservando però una certa coerenza con le scale precedenti (un IF3 corrisponde grosso modo alle velocità del vento di F3). Non esistono più le stime del vento su tre livelli previste nella EF (expected/lower bound/upper bound) ma una centrale ammettendo però delle tolleranze del ±20%. Le velocità del vento comprendono le tre dimensioni (anche la ascensionale) e non necessariamente riferite alla media dei 3 secondi: è stato dimostrato che molti danni si compiono all'interno di una frazione di secondo comportando una sottostima delle velocità istantanee nelle rilevazioni doppler del vento medio (superiori al 20%). Anche i danni da downburst possono rientrare in questa classificazione sebbene vi sia la possibilità di definire la natura tornadica o meno dell'evento con attente indagini sui danni (4.3 Determining the nature of an event). Nella metà inferiore della scala le stime possono godere di maggior precisione consentendo di introdurre i "mezzi passi" fino alla IF2.5 mantenendo grosso modo inalterate le corrispondenze con la EF scale. Nella ricognizione dei danni è sconsigliabile fare affidamento a una singola valutazione sebbene si debba fare riferimento al danno maggiore: con alberi malati, costruzioni fatiscenti o con sospetta fragilità strutturale sarebbe buona regola indagare cosa sia successo anche nell'intorno. Nell’European Severe Weather Database (ESWD) dovranno essere riportate le nuove segnalazioni utilizzando la scala IF (a partire dall’agosto 2023), gli eventi pregressi possono essere rivalutati dal ESSL dopo un'attenta revisione, mentre si sta lavorando su un'app per le indagini sui danni georeferenziate. 

## Scala di classificazione
| Grado | Classificazione | Velocità del vento |
| ----- | --------------- | ------------------ |
| IF0   | Debole          | 90 km/h (±20%)     |
| IF0.5 | Debole          | 120 km/h (±20%)    |
| IF1   | Moderato        | 150 km/h (±20%)    |
| IF1.5 | Moderato        | 180 km/h (±20%)    |
| IF2   | Significativo   | 220 km/h (±20%)    |
| IF2.5 | Significativo   | 250 km/h (±20%)    |
| IF3   | Forte           | 290 km/h (±20%)    |
| IF4   | Devastante      | 380 km/h (±20%)    |
| IF5   | Catastrofico    | 470 km/h (±20%)    |